# 金·卡爾
金·卡爾（Kim Carr，1955年7月2日—）是一位澳洲政治人物，他的黨籍是澳洲工黨。自1993年開始，他是代表維多利亞州的澳大利亞參議院議員之一。他曾經擔任澳洲創新、工業、科學和研究部長。

## 生平
卡爾畢業於墨爾本大學，在從政之前曾擔任學校教師和政治工作人員。 1993 年，他被任命為參議院議員，填補了一個臨時空缺，並在 1996 年工黨選舉失敗後成為影子內閣成員。 2007 年至2013 年間，卡爾在工黨政府中擔任過多種職務。他被認為是維多利亞州工黨左派派系的領導人，直到2016 年他組建了工黨左派，這是一個由幾乎所有卡爾的工會盟友組成的分裂小派系。 他於 2019 年成為最資深的參議員，並因此成為"參議院之父"，並保留這一頭銜直至 2022 年退休。